# Ciołek IV
Ciołek IV (Ciołek odm., Sobol) – polski herb szlachecki z nobilitacji, odmiana herbu Ciołek.

## Opis herbu
Opis zgodnie z klasycznymi regułami blazonowania:
W polu błękitnym ciołek czarny.
W klejnocie pół ciołka czarnego, wspiętego.

## Najwcześniejsze wzmianki
Nadany Arestowi Sobolowi masztalerzowi królewskiemu 12 października 1547. Herb jest wynikiem adopcji do herbu Ciołek.

## Herbowni
Sobol.